# Sistema di assistenza sociale nello Stato Pontificio
Il Sistema di assistenza sociale nello Stato Pontificio si componeva di un insieme eterogeneo di diversi istituti autonomi, che hanno origine già nell'VIII secolo per ospitare i pellegrini e per arginare il fenomeno della povertà. Se pure il carattere delle diverse istituzioni era di tipo privato, in molti casi l'ospitalità era necessariamente gratuita, dato l'alto numero di indigenti: tali istituzioni venivano sostenute dai privati stessi tramite supporti caritatevoli, come lasciti testamentari e donazioni, ma anche sotto forma di aiuto prestato in prima persona. In diversi casi, gli enti si erano dotati di rendite proprie, come terreni, tenute agricole e proprietà immobiliari urbane, con il fine di coprire il più possibile le proprie spese, rivolgendosi alla fiscalità generale in misura minore o in casi eccezionali.

## Contesto generale
Nello Stato Pontificio (VIII secolo - 1870) non esisteva uno stato sociale in senso moderno, ovvero come parte essenziale di un moderno stato di diritto, ma era tuttavia presente un "sistema di assistenza sociale", che coinvolgeva una rete di numerosi soggetti pubblici e privati. Anche nel caso dello Stato Pontificio infatti, è da considerare un falso mito la credenza che la famiglia fosse l'unica struttura di assistenza disponibile, come ormai accettato da diversi studi specifici. L'assistenza era, piuttosto, quella di uno "stato di carità", dove numerosi soggetti soprattutto privati concorrevano ad essa con elargizioni a vario titolo (compresi lasciti, ecc.). Se alcuni studiosi puntualizzano che la differenza generale tra "stato di diritto" e "stato di carità" si pone nell'universalità dei diritti del primo, è stato anche osservato che la carità cristiana in particolare enfatizzava anche in quel contesto il carattere di universalità, per cui non mancavano enti assistenziali che riportavano, anche a livello statutario, la esplicita non discriminazione di sesso, classe sociale, provenienza o religione.
I vari istituti di carattere assistenziale (opere pie, conservatorii, ospedali, ospizi, ecc.) si sviluppano fin dal Medioevo con caratteri individuali molto differenziati l'uno dell'altro e dotati di una grande autonomia e discrezionalità. Tali istituti conobbero un primo momento di diffusione nel corso del Medioevo, precocemente rispetto al resto del continente (l'Ospedale di Santo Spirito in Sassia, fondato a Roma nel 727 d.C., è l'ospedale più antico d'Europa), mentre un secondo momento di grande diffusione nel corso del XVI secolo, per fronteggiare le immediate conseguenze del devastante Sacco di Roma del 1527 e la diffusione della sifilide, per la quale in questo periodo sorsero strutture apposite, ovvero gli Ospedali degli Incurabili, sul modello del primo di essi sorto a Genova per iniziativa di Ettore Vernazza. Se in alcuni periodi le associazioni assistenziali erano regolati da uomini di legge (secolo XIV), successivamente videro al vertice esponenti del clero secondo criteri caritatevoli.
Un primo tentativo di accentrare e regolare questi istituti in modo uniforme avvenne nel periodo napoleonico, indirizzo esauritosi con il ritorno a Roma di Pio VII: in seguito, un altro tentativo avvenne per iniziativa di Leone XII (motu proprio del 14 novembre 1826), subito annullato dal successore Pio VIII e continuando a incontrare continuamente forti resistenze ancora in pieno periodo post-unitario, fino alla fine dell'Ottocento.

## Le Opere Pie
Le Opere Pie erano istituzioni private con finalità di assistenza agli strati più bassi della società. Tipicamente, queste si finanziavano da lasciti e donazioni private con vincoli di destinazione a specifici fini assistenziali.
I destinatari sono tipicamente gli esposti (il più antico era la Casa degli Esposti di Santo Spirito in Saxia), gli orfani (Ospizio Aspostolico di San Michele, a partire dal XVII secolo, che comprendeva anche le altre categorie, l'Ospizio degli Orfanelli di Santa Maria in Aquiro, Ospizio di Tata Giovanni, ecc.), gli anziani e le vedove. Altri istituti erano destinati ai poveri (Ospizio di Santa Galla, Ospizio di San Luigi, ecc.).
Alcuni enti avevano più destinatari: ad esempio, a Bologna l'Ospedale degli Innocenti ospitava tanto gli orfani che le giovani madri nei primi mesi di vita dei figli.

## L'ospedalità

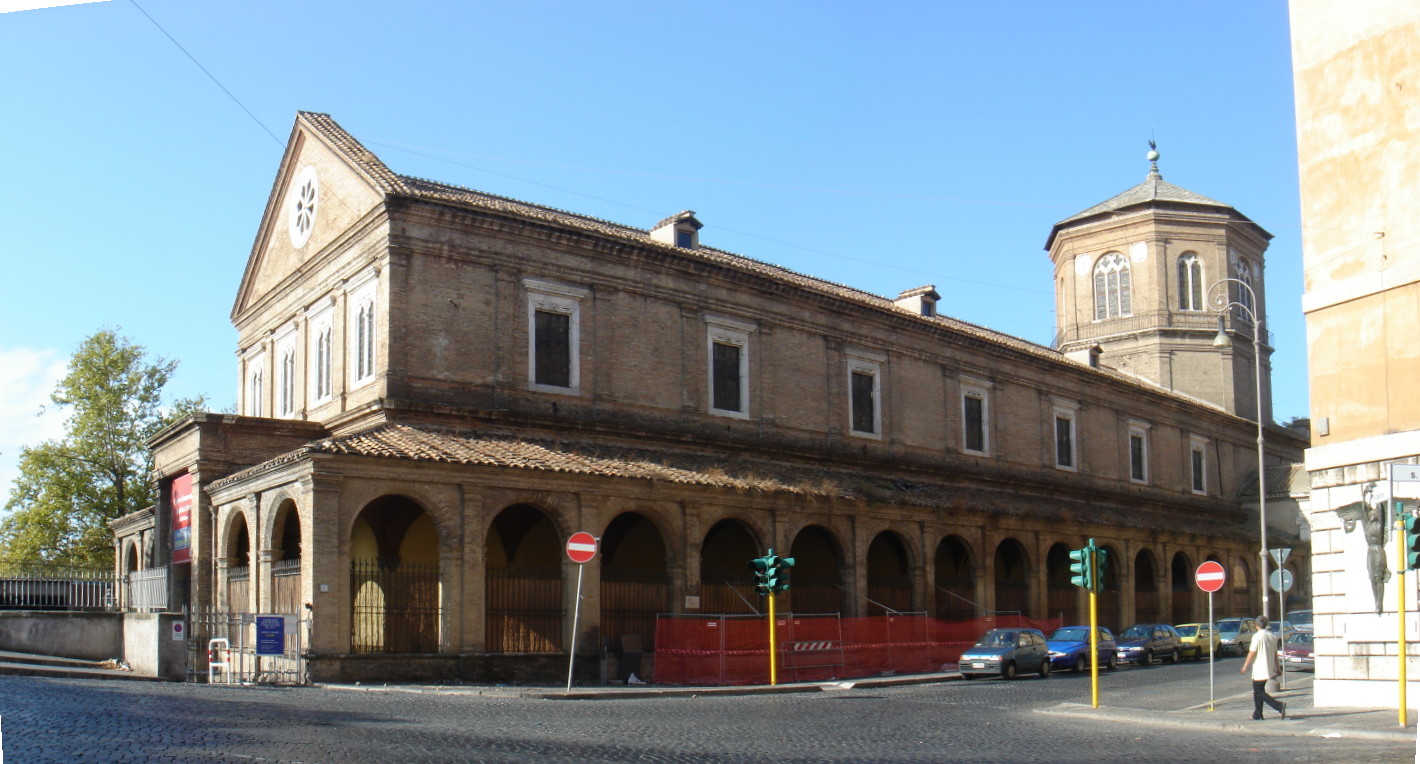
L'ex Arcispedale Santo Spirito in Sassia nel quartiere Borgo. Fondato nell'VIII secolo, è il più antico ospedale di Roma.

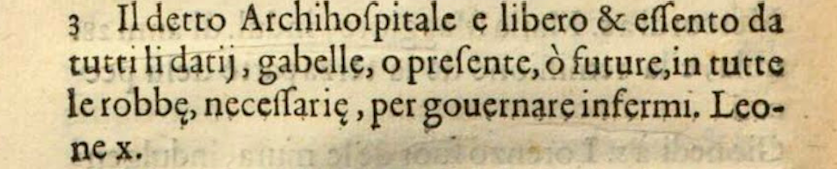
Esenzione fiscale totale dell'Archiospedale di Santo Spirito al fine del supporto agli infermi da parte di Leone X.

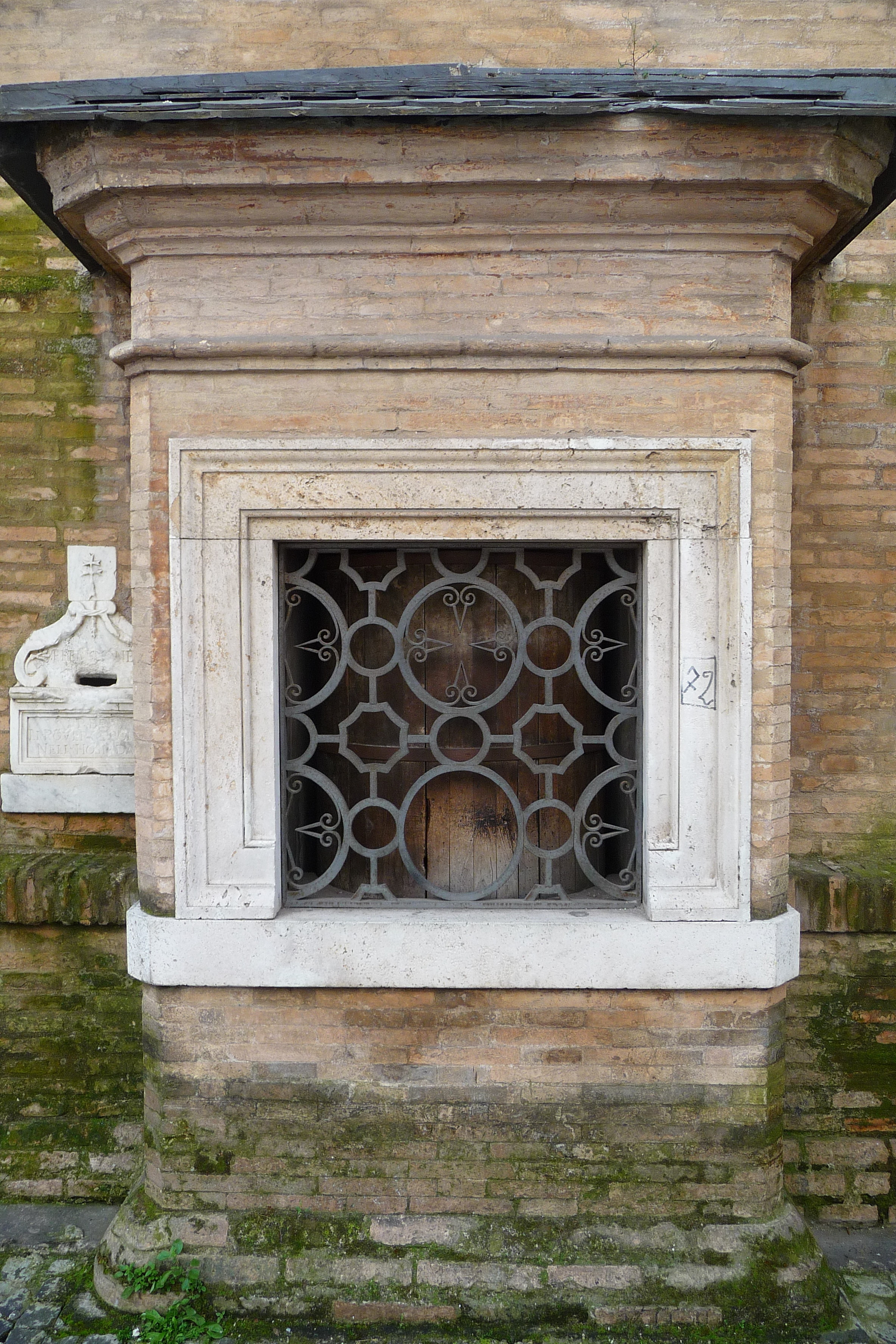
Ruota degli esposti a Santo Spirito in Sassia

L'ospedalità pontificia ha una origine molto lontana nel tempo: il più antico ospedale a Roma, capitale del futuro Stato della Chiesa, e in Europa, è Santo Spirito in Saxia, che vede la luce intorno all'VIII secolo: come è deducibile dal nome, esso si rivolgeva primariamente ai pellegrini provenienti dalle isole britanniche. A tale primo istituto, ispirato ai principi della carità cristiana, ne seguirono altri nel corso del Medioevo: essi erano sostenuti finanziariamente da lasciti e rendite di origine privata e, secondariamente, dalla fiscalità generale.
L'assistenza dei forestieri era tradizionalmente gratuita fin dai tempi dei primi Xenodochi: nel periodo dell'Età comunale esisteva un rapporto di reciprocità mutua nei rimborsi.
L'offerta ospedaliera era molto variegata. Infatti, esistevano ospedali:
- per malati generici (a volte con specializzazioni), a volte insieme a pellegrini, e/o per malati incurabili;
- "nazionali", riservati a certe nazionalità (ad esempio, per spagnoli, polacchi, ecc.);
- "particolari", ovvero specifici per alcuni mestieri, che si riunivano fin dal Medioevo in corporazioni con proprie università (ad es. fornari, speziali, ecc.)[10].

Tuttavia, non sempre era netta la distinzione tra ospedali e opere pie, le quali nascevano soprattutto come tentativo di contenimento della povertà, a volte associate all'insegnamento di un mestiere e al lavoro. Alcune strutture erano, poi, collegate tra loro: ad esempio, anche una donna che avesse lasciato il nascituro tra gli esposti del brefotrofio di Santo Spirito, aveva la possibilità di essere assistita per più mesi nell'ospedale di San Rocco, che era specializzato nell'assistenza delle donne partorienti, durante il periodo precedente alla nascita.
Alcune strutture erano, appunto, specializzate: ad esempio, l'ospedale San Gallicano era specializzato sulla cura delle malattie cutanee per entrambi i sessi.
Gli ospedali storici più importanti in Roma sono:
- Arcispedale di Santo Spirito in Saxia (o italianizzato "in Sassia")
- San Salvatore, in seguito denominato Ospedale di San Giovanni in Laterano
- Arcispedale di San Giacomo in Augusta, detto "degli Incurabili"
- Ospedale di San Rocco
- Ospedale di San Gallicano
- Ospedale di Santa Maria della Consolazione
- Ospedale di S. Giovanni Calibita (detto Fatebenefratelli)

Come per altre attività assistenziali pontificie, anche l'ospedalità era sostenuta finanziariamente soprattutto dalle rendite dell'annesso patrimonio immobiliare: tuttavia, per evitare abusi già dal XVI secolo si impose talvolta l'obbligo, ad esempio presso l'Ospedale di Santa Maria della Consolazione che possedeva all'epoca "cento case", del divieto dell'enfiteusi perpetua, per prevenire il rischio di danni al patrimonio, regola vigente anche al San Giacomo.
Anche negli ospedali pontifici del secolo XVII si vide il progresso della chirurgia e del suo insegnamento: a Bologna, e poi a Roma, si aprirono teatri anatomici per l'insegnamento, e si introdusse tempestivamente il microscopio anche nella pratica chirurgica.
Martin Lutero stesso descrisse positivamente gli ospedali romani nel 1511: "Gli ospedali in Italia sono provvisti di tutto ciò che è necessario; sono ben costruiti, vi si mangia e beve bene, e vi si è serviti con sollecitudine; i medici sono abili, i letti e le mobilia sono puliti e ben tenuti. Quando un malato vi è condotto, gli si tolgono gli abiti in presenza di un pubblico notaio che li registra; poi si mettono da parte con cura, ed il malato viene ricoperto da una veste bianca e deposto in un letto ben preparato. La pulizia è ammirevole".
La gestione di ciascun ospedale rimase fortemente indipendente dalle altre per secoli fino al primo tentativo di accentramento amministrativo sotto il dominio Napoleonico: tale tentativo rese, tuttavia, meno efficace l'amministrazione. Tuttavia, si introdusse per la prima volta l'obbligo di rendiconto delle malattie gravi riscontrate, ponendo le prime basi per osservazioni statistiche sulle attività mediche. Dopo la Restaurazione, Papa Pio VII ripristinò l'indipendenza patrimoniale degli istituti, mentre l'amministrazione restava centralizzata in una Deputazione: venne inoltre imposta l'uniformità di regole amministrative per tutti gli ospedali, anche nella redazione dei singoli bilanci e nella gestione del fondo comune.
Papa Leone XII, con motu proprio Sopra il regolamento degli ospedali della città di Roma del 3 gennaio 1826, ordinò di accentrare gli ospedali di Roma in un'unica organizzazione sotto la diretta supervisione papale, con un unico patrimonio la cui amministrazione era ancora condotta da una Deputazione simile a quella periodo precedente; tuttavia, già nel 1829, appena eletto il nuovo papa Pio VIII, questi ordinò il ritorno al regime delle amministrazioni separate per ciascun istituto. Nel 1847, Pio IX decretò, con motu proprio del 2 ottobre, la responsabilità dei magistrati della Camera capitolina (organo di governo antesignano del Comune di Roma) nell'organizzazione degli ospedali romani. Successivamente, lo stesso Pio IX donò alcuni immobili urbani ai vari istituti sanitari romani, con breve dell'11 gennaio 1858.
Dopo l'Unità, con il Regio Decreto del 24 maggio 1896, si riunì tutto il patrimonio ospedaliero di Roma sotto l'Ente "Pio Istituto di Santo Spirito e Ospedali Riuniti", che accentrò sotto un'unica amministrazione i grandi patrimoni degli ospedali di Santo Spirito in Sassia, S.S. Salvatore al Laterano, San Giacomo in Augusta, Santa Maria della Consolazione, S. Maria e S. Gallicano, S. Rocco, S. Giovanni Calibita e dei Convalescenti e Pellegrini: responsabile ne fu il regio commissario Augusto Silvestrelli.
Agli ospedali romani è anche dedicato un sonetto del Belli del 1833, intitolato Li Spedali de Roma. Un altro sonetto del Belli (Er monnezzaro provìbbito, del 1834) testimonia l'uso del vino negli ospedali ("io pover’omo che nun ciò un quadrino! / io che nemmanco posso bbeve vino/ antro che cquanno vado a lo spedale!").

## I conservatorii
I conservatorii sono nati come luoghi deputati al contrasto della povertà, anche in associazione all'insegnamento di un mestiere. Essi si diffusero nello Stato della Chiesa tra il Cinquecento e il Settecento: il primo fu Santa Caterina della Rosa (detto anche de Funari) a cui seguirono molti altri, alcuni dei quali fondati per iniziativa diretta di pontefici (Innocenzo XII, Pio IV) e di alti prelati, anche se la maggior parte lo fu per iniziativa di singoli benefattori privati o gruppi di benefattori. Essi erano rivolti sia agli uomini che alle donne, anche se con modalità e organizzazioni differenti. Nel corso del tempo furono riservati in misura crescente soprattutto alle donne. 

In particolare, nella vita delle giovani era enfatizzato l'obiettivo del matrimonio, per cui la permanenza all'interno dei conservatorii delle ragazze (le cosiddette "zitelle", tuttavia senza la connotazione negativa successiva) era spesso finalizzato all'ottenimento di una dote, per mezzo del lavoro o, più spesso, tramite donazioni e sussidi, da riscattare in caso di matrimonio o di monacazione. Se, dunque, il matrimonio o la monacazione determinavano l'uscita dalla struttura, l'indeterminatezza delle condizioni di uscita poteva portare in alcuni casi a rimanere nei conservatori per tutta la vita. Pertanto, nel corso dell'Ottocento, la permanenza nei conservatorii divenne più spesso transitoria e finalizzata all'apprendimento professionale. Non era comunque rara l'ammissione anche di donne adulte, come anziane vedove. In molti casi l'ammissione divenne, nel tempo, sempre meno aperta a tutti, ma sempre più soggetta a regole e vincoli in base alla rete di rapporti sociali e agli interessi di ciascun istituto.

## I manicomi
La raccolta dei "pazzi" a Roma iniziò nel 1548 ad opera del cappellano di Santa Maria dei Funari ed avvenne inizialmente in uno stabile affacciato su Piazza Colonna: a tale attività si interessò anche Carlo Borromeo. Dal 1726 questo primitivo "ospedale dei pazzi" l'attività del ricovero dei pazzi fu trasferita in un fabbricato ristrutturato per questo scopo presso l'Arcispedale di Santo Spirito e diviso in due ali, per ciascuno dei due sessi: la struttura è riconoscibile nell'attuale Ex Manicomio Santa Maria della Pietà. Questo ospizio venne ispirato, oltre che dai principi di pietà cristiana, anche dai pionieri settecenteschi della psichiatria quali Antonio Maria Valsalva e Vincenzo Chiarugi, che consideravano la pazzia alla stregua di una malattia da curare con l'aiuto dell'indagine scientifica. Se nella città pontificia di Bologna, dove operò il Valsalva stesso, l'uso di non infierire sui pazzi era accettato dal XVI secolo, in altri luoghi si aspettò il XIX secolo: ad esempio, a Perugia, agli inizi del secolo il cardinale Agostino Rivarola, inorridito da come venivano trattati i pazzi presso l'ospedale di Santa Maria della Misericordia, istituì un nuovo istituto per i pazzi presso l'ex convento di Santa Margherita, soppresso per questo motivo dal cardinale stesso nel 1814 con l'avallo di Pio VII, accorpandolo infine all'ospedale. Questo istituto, operativo solo dal 1824 e unico in Umbria e che vide più tardi come direttore anche Cesare Agostini perseguì sempre le pratiche più moderne in uso, fino alla sua chiusura definitiva nel 1980.